# Safri Duo 3.5 – International Version
Safri Duo 3.5 – International Version – dziesiąty album zespołu Safri Duo wydana przez Universal Music w roku 2004. Wydanie zawierało dwie płyty CD, niektóre piosenki zostały wykonane we współpracy z Clarkiem Andersonem.

## Lista utworów
CD 1
- 01 – Rise (Leave Me Alone) feat. Clark Anderson 3:53
- 02 – Ritmo de la Noche feat. Clark Anderson 2.58
- 03 – All The People In the World feat. Clark Anderson 3:43
- 04 – Amazonas 6.15
- 05 – Fallin´High 3:19
- 06 – The Moonwalker 5:08
- 07 – Marimba Dreams 2:25
- 08 – Agogo Mosse feat. Clark Anderson 4:31
- 09 – Laarbasses feat. Clark Anderson 5:14
- 10 – Bombay Vice 4:52
- 11 – Prelude 6:11
- 12 – Knock On Wood feat. Clark Anderson 4:11

CD 2
- 01 – A Visit From The Zoo – Safri Duo Medley 9.47
- 02 – Ritmo De La Noche – Extended Version 6.12
- 03 – Rise (Leave Me Alone) – Extended Version 5:53
- 04 – Rise (Leave Me Alone) – ATN Remix 7:03
- 05 – Rise (Leave Me Alone) – Airbase Damage Remake 10:00
- 06 – All The People In The World – Copenhagen clubbers remix 7:21
- 07 – All The People In The World – F&W Remix 7:40
- 08 – Fallin´High – Artificial Funk Remix 8:56
- 09 – Fallin´High – Steve Murano Remix 8:13
- 10 – Fallin´High – Groove Electronic Remix 7:46